# Euplocia
Euplocia es un  género monotípico de mariposas de la familia Erebidae. Su única especie, Euplocia membliaria Cramer, 1780, es originaria  desde el norte-este de Himalaya al sudeste de Asia, Filipinas, Sulawesi y las islas menores de la Sonda.
Tiene una envergadura de unos 70 mm.

## Sinonimia
- Phalaena membliaria Cramer, 1780
- Aganais renigera Felder, 1874
- Euplocia moderata Butler, 1875
- Euplocia inscospicua Butler, 1875
- Euplocia radians Snellen, 1879